# Sulafa Tower
 La Sulafa Tower è un grattacielo di 76 piani a Dubai Marina a Dubai, negli Emirati Arabi Uniti. La torre ha un'altezza strutturale totale di 288 m rendendolo il 25° edificio più alto di Dubai e il 172° più alto del mondo. L'edificio, completato nel 2010, è attualmente uno degli edifici residenziali più alti del mondo.
Nel pomeriggio del 20 luglio 2016, un incendio è scoppiato nella torre. Non sono state registrate vittime. Molte persone sono state autorizzate a cercare rifugio in una torre vicina. Questo è il secondo incendio in un grattacielo a Dubai nell'arco di pochi anni dopo quello su The Torch.